# Tenuipalpus mansoniculus
Tenuipalpus mansoniculus är en spindeldjursart som beskrevs av Ghai och Shenhmar 1984. Tenuipalpus mansoniculus ingår i släktet Tenuipalpus och familjen Tenuipalpidae. Inga underarter finns listade i Catalogue of Life.